# Amtsbezirk Raab
Der Amtsbezirk Raab war eine Verwaltungseinheit im Innkreis in Oberösterreich.
Der Amtsbezirk war der Kreisbehörde in Ried im Innkreis, unterstellt und besorgte deren Amtsgeschäfte vor Ort. Die Zuständigkeit erstreckte sich neben Raab auf die damaligen Gemeinden Altschwendt, Andorf, Diersbach, Dorf, Enzenkirchen, Riedau, Siegharting, Willibald und Zell und umfasste damals eine Stadt und 305 Dörfer.